# Proposition d'égalité des races

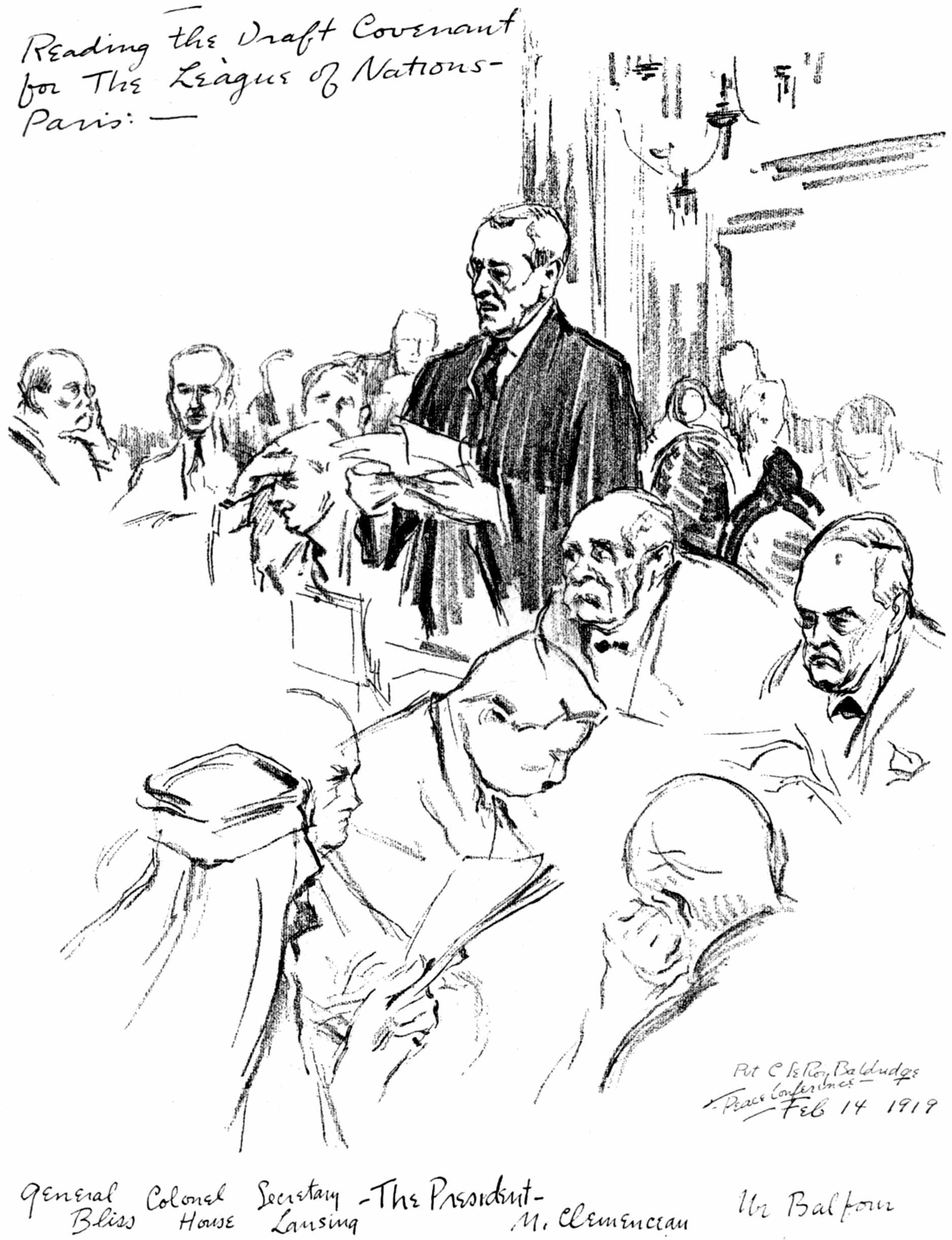
Lecture du projet de charte pour la Société des Nations par le président américain Woodrow Wilson.

La proposition d'égalité des races (anglais : Race Equality Proposal) est une proposition faite par le Japon pendant les travaux de la commission chargée de rédiger la Charte de la future Société des Nations (SDN) en marge de la Conférence de paix de Paris en 1919, après la Première Guerre mondiale. Bien qu'elle ait été largement soutenue, la proposition n'a pas été intégrée au traité, en grande partie à cause de l'opposition du président des États-Unis Woodrow Wilson, et des dominions de la délégation de l'Empire britannique, à savoir l'Australie et la Nouvelle-Zélande.
La proposition japonaise n'avait pas pour but d'exiger l'égalité raciale pour tous les peuples de couleur mais seulement pour les pays membres de la Société des Nations.

## La délégation japonaise
L'empire du Japon entre en guerre dès le 23 août 1914 dans le cadre de l'Entente contre l’Allemagne en coupant le ravitaillement de ses possessions dans le Pacifique, ce qui lui permet ainsi de renforcer ses positions en Extrême-Orient et l’océan Pacifique. Le Japon apporte un petit concours à la guerre sur le front européen. Son principal fait d'armes reste la prise du port chinois sous contrôle allemand de Qingdao le 7 novembre 1914, mais le Japon en profite aussi pour imposer en 1915 ses visées expansionnistes à la Chine dans la foulée de ses « Vingt et une demandes ». Enfin, sur le plan économique, le Japon tire profit de sa participation en écoulant massivement ses produits auprès des nations européennes.
Les traités qui unissent l'empire du Japon à la Grande-Bretagne depuis 1902 le placent du côté des vainqueurs. Il fait donc partie du conseil des cinq principaux vainqueurs et dispose de deux sièges, au même titre que les États-Unis, le Royaume-Uni, la France et l’Italie. Les Japonais ont pu aussi capitaliser sur leurs succès militaires de 1905 contre la Russie. La succession des droits allemands en Chine (dans la province du Shandong) et dans le Pacifique (îles Mariannes, Marshall , etc.), ainsi que l’inscription du principe de l’« égalité des races » dans le pacte de la SDN sont les deux objectifs fixés à la délégation nippone.

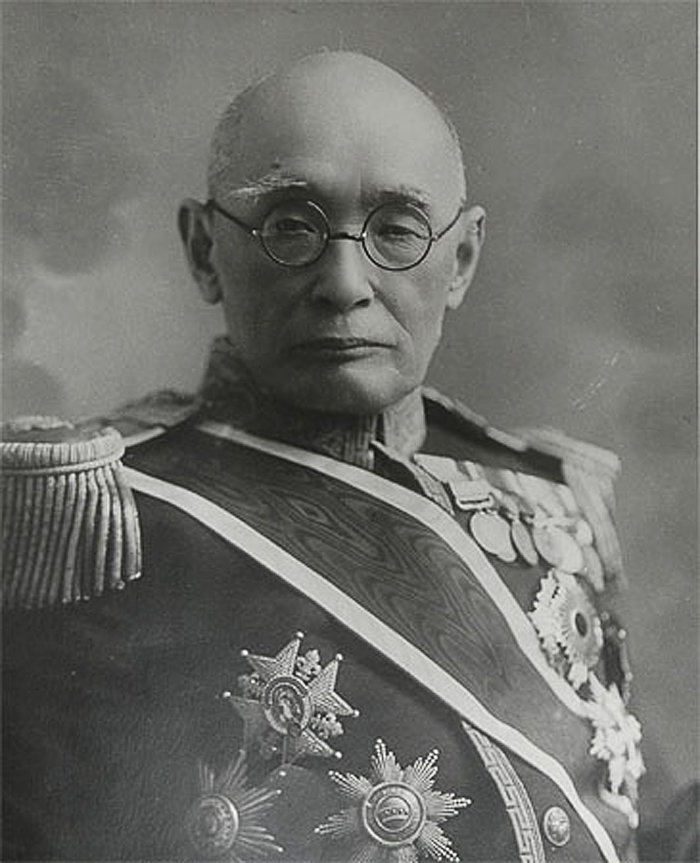
Le baron Makino Nobuaki.

Les théories de l’inégalité des « races » perfectionnées dans le courant du XIXe siècle servent à légitimer l’expansion coloniale occidentale, puis sa perpétuation au début du XXe siècle.
Après la mort de l’empereur Meiji en 1912, les élites japonaises évoluent vers les idées modernes. En janvier 1919 l’intellectuel Sakuzō Yoshino (1878-1933), qui s'opposait à l’annexion de la Corée en 1910 et à l’expansionnisme en Chine, « La nouvelle tendance mondiale est la perfection de la démocratie. Dans les affaires étrangères, c’est l’établissement de l’égalitarisme international ».
Nommé en septembre 1918, le premier ministre japonais Hara Takashi poussait vigoureusement son pays à adopter une politique étrangère pro-occidentale (欧米協調主義, ōbei kyōchō shugi). Cette orientation était opposée à celle déployée par ses prédécesseurs Ōkuma Shigenobu et Terauchi Masatake qui avaient conduit des politiques expansionnistes qui avaient pour effet d'aliéner le Japon des États-Unis et de la Grande-Bretagne. Hara était un soutien de la création de la SDN à la Conférence de paix, afin de rapprocher de nouveau le Japon de l'Occident. En cela, il se heurtait à un certain scepticisme domestique à propos du projet de SDN. L'opinion publique était divisée sur ce point, avec des opposants prépondérants dans l'opinion nationale (国論, kokuron). En conséquence, la proposition avait pour but d'apaiser ses opposants en subordonnant l'acceptation de la SDN par le Japon à l'introduction d'une clause relative à l'égalité raciale dans le pacte de la SDN.
La Conférence de Paix qui débute le 18 janvier 1919, à l’initiative des vainqueurs, a pour objet de négocier des traités de paix entre les Alliés et les puissances associées avec les représentants des nations vaincues (Allemagne, Autriche, Bulgarie, Hongrie, l’Empire ottoman). La décision de créer la « Société des Nations » (League of Nations) est prise à cette occasion. Une commission est chargée de rédiger la charte de la future institution. Les travaux de cette commission progressent simultanément avec ceux de la Conférence.
La délégation japonaise est conduite par le marquis Saionji Kinmochi, figurent également parmi les 64 délégués le baron Makino Nobuaki, le vicomte Chinda Sutemi (ambassadeur à Londres), Matsui Keishirō (ambassadeur à Paris) ainsi que le prince Fumimaro Konoe.
Le Japon avait trois objectifs dans ces négociations, le pérennisation des conquêtes territoriales en Chine, d'une part, et dans le Pacifique d'autre part, ainsi que la promotion du principe novateur de l’égalité des races. Les délégués chinois protestent contre la confirmation des prétentions japonaises au Shandong, alors-même que la Chine avait rejoint les Alliés le 14 août 1917,. Cette décision provoqua la révolte du Mouvement du 4 Mai contre le Japon et le refus de la Chine d'entrer à la SDN. Le mandat des îles du Pacifique contente également les Japonais. Le dernier objectif sera en revanche un échec.
Par la promotion de « l'égalité des races », il s'agissait moins pour le Japon de rejeter par principe toute discrimination ou le colonialisme (sans égard pour les autres nations asiatiques qu’il avait déjà colonisées) que d'y prendre part aux côtés des nations occidentales au titre de « grande puissance non-blanche mais néanmoins égale ». Ainsi, avant même la fin de la guerre, le prince Konoe, publiait un texte intitulé « Il faut rejeter la paix anglo-américaine » où il écrivait notamment : « La paix qu’entendent nous imposer les responsables anglo-américains n’a pas d’autre objectif que de maintenir un statu quo favorable à leurs intérêts. […] La nature véritable du conflit actuel est celle d’une lutte entre des puissances établies et des puissances en devenir. […] La France et la Grande-Bretagne ont eu la possibilité de coloniser les régions les "moins civilisées" du globe avant les autres puissances et ont monopolisé l’exploitation de leurs ressources. Ceci eut pour conséquence d’empêcher l’Allemagne et les puissances ayant émergé sur le tard d’acquérir la moindre terre et le moindre espace pour s’étendre. […] Si cette politique devait l’emporter, le Japon, qui est un petit pays, pauvre en ressources naturelles et incapable de consommer l’intégralité de sa production industrielle, n’aura pas d’autre possibilité, s’il souhaite survivre, que de détruire ce statu quo, comme l’Allemagne y fut contrainte. »

## Compte-rendu des débats
Dans son livre Japan, Race and Equality, The racial proposal of 1919, Shimazu Naoko se penche plus en profondeur sur cet épisode et apporte un éclairage documenté sur les enjeux de la fameuse proposition japonaise. Cinq explications sont couramment avancées pour rendre compte des motivations de la délégation japonaise :
1. Le désir de résoudre le problème de l’immigration japonaise.
2. Une demande de reconnaissance universelle de l’égalité des races fondée sur un motif idéaliste et altruiste.
3. L’insécurité éprouvée par le Japon en tant que grande puissance « non-blanche » et son désir d’être reconnu comme une grande puissance sur la scène internationale (« Great Power equality on the basis of Racial Equality »).
4. Des facteurs de politique interne au Japon, le Premier ministre japonais de l’époque, Hara Takashi, est pro-SDN afin de sortir le Japon du danger que représenterait un isolement potentiel.
5. La « realpolitik » : la proposition japonaise aurait fait partie d’un marchandage afin obtenir le Shandong occupé jusqu’alors par l’Allemagne.

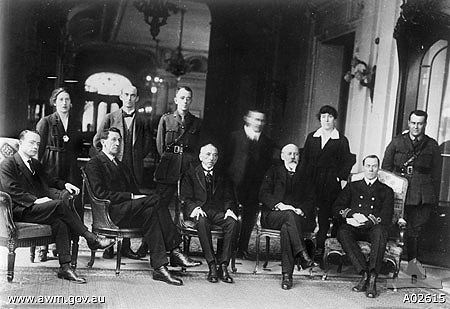
La délégation australienne fut la plus opposée au principe de l'égalité des races.

Selon le journaliste irlandais Émile Joseph Dillon, les débats de la commission roulent sur la question de l’égalité des religions lorsqu’au détour d’un échange entre le colonel américain Edward Mandell House et le baron Makino, ce dernier, désireux de sortir de l’impasse dans laquelle s’engage la discussion propose d’élargir le champ d’application de cette « égalité » à celui des « races »,. « Le baron Makino déclara qu’il était tout à fait de l’avis du colonel House et des membres de la délégation américaine. L’égalité des religions (« equality of religious confessions ») n’était pas seulement souhaitable mais nécessaire afin d’assurer un bon déroulement des travaux chargés d’établir la « Société des Nations ». Il ajouta que ce principe devait s’appliquer également aux races, cette extension étant également le corollaire du principe guidant d’un nouvel ordre mondial (new world ordering). Il proposa en conséquence l’insertion d’une clause proclamant l’égalité des religions et des races ».
Après avoir sondé les Américains et les Britanniques, la délégation s’appuie sur la volonté américaine de voir reconnaître l’« égalité des confessions religieuses ». Elle propose un amendement à l’article 21 du pacte stipulant que les hautes parties contractantes accordent « à tous les étrangers nationaux des États membres de la Société un traitement juste et égal à tous les points de vue, sans faire aucune distinction, en droit ou en fait, à raison de leur race ou de leur nationalité ».
Les délégués restent dubitatifs et chacun explique la situation respective de son pays concernant la question religieuse. Le représentant britannique affirme que les Catholiques dans son pays sont « bien » traités mais que la loi ne leur garantit pas les mêmes droits qu’aux Protestants. La France craint que l’introduction de ce principe ne ravive la querelle entre les Catholiques et l’État. L’Italien plaisante en disant qu’aucun autre représentant n’avait un Pape dans son pays… On propose finalement que les deux propositions soient retirées. Les Japonais refusent et maintiennent leur désir de voir adopté un amendement à l’article 21 garantissant le principe de l’égalité des races.
Selon l’étude de Shimazu qui se fonde sur des documents de première main, minutes, archives diplomatiques des pays concernés, le détail de la négociation montre que la proposition, qui visait d’abord la question de l’immigration, prend peu à peu un contenu plus « abstrait » (universel) ne pouvant que provoquer l’opposition des nations anglo-saxonnes, notamment de l’Australie en la personne de son premier ministre Billy Hughes, avocat d’une « Australie blanche (White Australia Policy).
Émile Joseph Dillon rapporte la teneur de la discussion qui aurait alors opposé le Premier ministre australien Billy Hughes au baron Makino et au vicomte Chinda. Hughes aurait déclaré : « Je veux bien admettre l’égalité des Japonais en tant que nation, et aussi l’égalité des individus d’homme à homme. Mais je ne peux admettre les conséquences auxquelles nous devrons faire face si nous vous ouvrons notre pays. Ce n’est pas que nous ne les tenons pour être inférieurs à nous mais simplement parce que nous ne les voulons pas. Économiquement, ce sont des facteurs perturbants parce qu’ils acceptent des salaires bien inférieurs au minimum pour lequel nos compatriotes acceptent de travailler. Peu importe s’ils se mélangent bien avec notre peuple. Nous ne voulons donc pas qu’ils puissent épouser nos femmes. Ceci est une opinion personnelle. Je ne veux pas vous offenser. Notre législation n’est pas dirigée spécialement contre les Japonais. Les sujets britanniques en Inde subissent cela de la même manière. Il est impossible que nous puissions formuler une modification à votre amendement parce qu’aucune modification concevable ne saura jamais satisfaire chacun d’entre nous. » Ces propos sont confirmés en 1929 dans un livre du même Hughes qui affirme publiquement son vœu d'une Australie blanche ».

## Le rejet de la proposition japonaise
L’opposition que rencontre le Japon se perçoit au travers des modifications successives que subit la rédaction de la proposition. La question est alors de trouver une formulation qui permette au Japon de « sauver la face ». L’expression « equality of race » est progressivement remplacée par « equality of nations », mais le 13 février 1919 à la commission, le baron Makino maintient cependant sa proposition où figure non plus seulement le principe de l’égalité des « races» mais des « nationalités ».
« Pour les États-Unis, le Japon a un regard très sincère, constant et affectueux. Nous lui devons notre place dans le monde, c'est-à-dire le monde civilisé (...) Lorsque, grâce à l'expédition du commodore Perry et aux efforts de Townsend Harris [le premier consul général des États-Unis au Japon], nous avons rejoint, si je puis me permettre, la société des nations du monde, une nouvelle ambition: interprétez les civilisations des nations occidentales que nous avons étudiées et reconnues comme meilleures, bien que toutes ne soient pas honorables comme les nôtres (...) Perry est venu vers nous avec une puissance et des forces navales pour nous obliger à ouvrir le Japon aux relations avec le monde occidental. Nous avons cédé, et je suis heureux, comme tout le Japon, de céder, parce que cela a été très bénéfique pour notre pays. Et maintenant, on nous demande une seconde fois de nous joindre à la Société des Nations. Mais comment ? En tant qu'égaux ? Si c'est le cas, nous sommes prêts. Nous voulons examiner avec la plus grande attention l'intérêt de toutes nos nations associées pour une telle ligue, car aucune autre politique ne peut réussir dans la Société des Nations. Aucune nation asiatique ne saurait être heureuse dans la Socité des nations où la discrimination raciale est maintenue. Nous ne sommes pas fiers de nous battre mais nous sommes trop fiers pour accepter une place d'infériorité reconnue dans les relations avec un ou plusieurs pays associés. Nous ne voulons simplement que la justice ».
La proposition a été ainsi formulée : « L’égalité des nations étant un principe de base de la Société des Nations, les hautes parties contractantes acceptent d’accorder le plus rapidement possible à tous les ressortissants étrangers d’un État membre de la Société des Nations un juste et égal traitement dans tous les domaines. De ne faire aucune distinction dans leurs législations comme dans les faits sous prétexte de race ou de nationalité ».

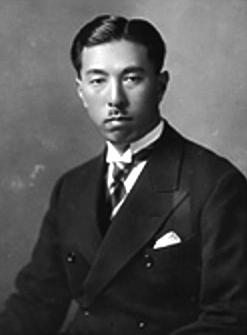
Fumimaro Konoe dans les années 1920.

Soumise à vote des participants le 11 avril 1919, la proposition reçoit une majorité de voix. Onze des dix-sept délégués (Japon, France, Italie, Brésil, Chine, Grèce, Serbie, Tchécoslovaquie) ont voté pour tandis que la Grande-Bretagne, les États-Unis, le Portugal, la Roumanie n’ont pas pris part au vote et que le représentant belge est absent. Elle est cependant renversée par le président Woodrow Wilson arguant malgré la majorité qui s’est dégagée du vote, que subsistent de fortes oppositions et que seul un vote unanime pourrait permettre d’adopter l’amendement qui est en conséquence rejeté. Il objectait qu’il fallait l’unanimité du fait qu’il s’agissait d’une question de « principe ».
Les efforts de Wilson pour la création de la SDN lui vaudront le prix Nobel de la paix en 1919, même si les États-Unis ne ratifièrent jamais la Charte de la nouvelle institution à laquelle il ne siégèrent jamais.
Contrairement à ce que laisse entendre Jean Esmein, un élément signalé par Michel Vié indique cependant que l’idée de cette « nécessaire proclamation de l’égalité raciale » n’était pas « sortie brutalement d’un chapeau » mais se trouvait déjà exprimée dans un article rédigé par Fumimaro Konoe paru le 15 décembre 1918 dans la revue Nihon oyobi Nihonjin (le Japon et les Japonais). Dans cet article Konoe entreprenait « une critique des justifications morales, à l’abri desquels les Alliés, vainqueurs des empires centraux, se préparaient, au nom d’un retour à la paix, à organiser un nouvel ordre mondial conforme à leurs seuls intérêts, et à utiliser habilement le succès du pacifisme dans l’opinion publique pour s’assurer le bénéfice d’un statu quo éternel ». Car si la Conférence de Paix et l’établissement de la Société des Nations ne devaient servir qu’à légitimer l’hégémonie des nations victorieuses, Konoe redoutait l’isolement dans lequel le Japon risquait alors de se trouver plongé sur les plans économique et politique lors du grand marchandage à venir. Si jamais dans cet article, le « droit » des « nations » colonisées et des colonisés ne sont mentionnés, cela démontre à l’évidence que le Japon entendait participer activement au partage et revendiquer son titre de grande puissance. pour Konoe, « la paix à laquelle nous invitent les Anglo-Américains n’est rien moins qu’un statu quo destiné à servir leurs intérêts… La vraie nature du conflit actuel est une lutte entre des puissances établies et des puissances non encore établies… Au début, l’Angleterre et la France colonisèrent des régions du monde « moins civilisées » et ont entretenu une situation de monopole sur leur exploitation. La conséquence fut que l’Allemagne et les nations venues après furent laissées sans terre à acquérir ni espace pour s’agrandir.(…) Si leur politique prévaut, le Japon qui est un petit pays sans ressource et incapable de consommer ses propres productions n’aura pas d’autre choix que de détruire ce statu quo pour espérer survivre, exactement comme l’Allemagne… Nous devons exiger tous les pouvoirs pour ouvrir les portes de leurs colonies aux autres, de sorte que toutes les nations puissent avoir un accès égal aux marchés et aux ressources naturelles des zones colonisées. Il est également impératif que le Japon insiste sur l’éradication des discriminations raciales. »
Dans ce contexte, la déception de la délégation japonaise est à la hauteur des attentes de Konoe comme de l’opinion publique japonaise de l’époque qui a été fortement mobilisée sur cette question. C’est que non seulement la décision de la commission compromet la possibilité d’une libre immigration des ressortissants japonais mais semble aussi menacer les ambitions japonaises sur les ex-possessions coloniales de l’Allemagne défaite dont le mandat ne lui sera officiellement confié, le 30 avril 1919, qu’après le rejet de la proposition. La désillusion japonaise touche également aux grands principes, notamment ceux mis en avant par le Président Wilson dont les déclarations lyriques à la fin de la Grande guerre ont été dûment traduites et diffusées auprès de l’opinion publique japonaise.
Ces principes sont les principes moraux que la future Société des nations est supposée mettre en place. En soutenant, la demande de sa délégation, l’opinion publique japonaise croyait ou feignait de croire devancer les grands principes censés désormais gouverner le monde après la « boucherie » qu’avait été la guerre de 1914-18. Apportant au Japon, ancienne nation ermite (hermit nation) selon l’expression de Makino, la reconnaissance tant attendue des puissances occidentales, ces grands principes devaient permettre de prévenir les humiliations qu’avaient subies, que subissaient depuis des années les immigrants japonais aux États-Unis, en particulier en Californie. Dans cet État qui eut un grand recours çà des travailleurs asiatiques corvéables à merci, l'interdiction des écoles publiques de San Francisco aux enfants des Japonais suscite de vives protestations du Japon mais le président américain Theodore Roosevelt ne peut intervenir dans les affaires californiennes,.
Les humiliations du Japon atteindront par la suite leur paroxysme avec l'adoption de l’Immigration Act de 1924 qui interdit l'arrivée d'immigrants japonais aux États-Unis.

## Évolution de la position du Japon
Le rejet de la proposition japonaise d'égalité des races eut pour effet de renforcer le camp des nationalistes radicaux, qui fit progressivement évoluer la position de l'empire de l'internationalisme au pan-asianisme. Sorti de la SDN en 1933, le Japon ne défendra alors plus ce principe d'égalité pour affirmer la « pureté » de la sienne et revendiquer une supériorité sur les autres nations asiatiques. Alors que le Japon était entré en guerre en raison de sa fascination et de sa volonté de rapprochement avec les nations occidentales, ce refus va exacerber le nationalisme japonais et détourner le pays de l’Occident et de son intérêt pour les valeurs démocratiques.
La résurgence des mouvements pan-Asiatiques à la fin de la Première Guerre mondiale et le fait que les nationalistes radicaux au Japon se serviront de cet échec pour critiquer la politique japonaise. L'Entre-deux-guerres est marqué par une succession d’assassinats d’hommes politiques modérés par des ultra-nationalistes. Ikki Kita (1883-1937) et Shūmei Ōkawa (1886-1957) furent deux des idéologues ultranationalistes qui voudront interpréter le sens de la Seconde Guerre mondiale comme une « lutte entre Blancs et Jaunes ».
L'empereur Hirohito lui-même en fait directement dans ses mémoires dictées la cause de la Seconde Guerre mondiale : « Si l’on nous demande la raison de cette guerre, elle se trouve contenue dans les traités de paix signés à la fin de la Première Guerre mondiale. La proposition de l’égalité raciale demandée par le Japon n’a pas été acceptée par les Puissances. Le sentiment de discrimination entre les Blancs et les Jaunes demeura comme par le passé. Et le rejet de nos immigrants en Californie, voilà qui a suffi à nourrir la colère du peuple du Japon ». Le rejet de la proposition est perçu comme humiliant par les Japonais bien que leur pays soit appelé à siéger parmi les quatre membres permanents du Conseil de la Société des Nations aux côtés du Royaume-Uni, de la France et de l’Italie. Shimazu écrit : « L’échec de la proposition sur l’égalité raciale contribua à la désillusion générale que le Japon éprouve à l’égard de l’Ouest, et plus particulièrement à l’égard des puissances anglo-saxonnes au début des années 1920 ».

## L’adoption du principe en 1948
La rhétorique du « péril jaune » qui berce l’Occident depuis la fin du XIXe siècle participe de l’habillage idéologique dont se parent les nations impérialistes occidentales dans leur lutte pour l’hégémonie. En Asie, elle visait au contrôle de l’Indochine, de la Chine, de la Mandchourie, de la Corée… Cette lutte pour l’hégémonie, un Gustave Le Bon comprenait en 1924 que la Société des nations serait incapable de la réguler et préférait attendre de l’affrontement qu’il départageât les plaignants. Car la guerre, écrit-il, « constitue le seul arbitre dont les décisions sont respectées ».
Le principe de l’égalité de « tous les êtres humains » sera finalement inscrit dans la Déclaration universelle des droits de l'homme en 1948. Le principe figure explicitement dans le préambule de l'Acte constitutif de l’Organisation des Nations unies pour l'éducation, la science et la culture (UNESCO) adopté le 16 novembre 1945 qui édicte que « la grande et terrible guerre qui vient de finir a été rendue possible par le reniement de l’idéal démocratique de dignité, d’égalité et de respect de la personne humaine et par la volonté de lui substituer, en exploitant l’ignorance et le préjugé, le dogme de l’inégalité des races et des hommes ».
L'abolition en droit du racisme et de la discrimination raciale dans le droit international public est enfin réalisée par la Convention internationale sur l'élimination de toutes les formes de discrimination raciale adoptée le 21 décembre 1965.